# Epitelio di rivestimento
L'epitelio di rivestimento è un tipo di tessuto epiteliale che riveste tutte le superfici esterne del corpo, le cavità interne che comunicano con l'esterno (canale digerente, apparato respiratorio, canale urogenitale, dotti escretori delle ghiandole esocrine) e quelle che non comunicano con l'esterno (cavità pericardica, cavità pleuriche e cavità peritoneale), la superficie interna dei vasi sanguigni e linfatici. È formato da lamine epiteliali (cellule tutte uguali, poste molto ravvicinate fra loro e con pochissima matrice extracellulare). Oltre al tessuto epiteliale di rivestimento gli altri tipi di tessuti epiteliali sono quello ghiandolare e quello sensoriale. I vasi sanguigni non arrivano fino all'epitelio e di conseguenza questo si nutre per diffusione grazie alle papille dermiche che si innestano nel connettivo sottostante. Le cellule dell'epitelio, quindi, non sono vascolarizzate, ma sono invece innervate.

## Suddivisione anatomica degli epiteli di rivestimento
In base alla sua locazione nell'organismo l'epitelio di rivestimento assume nomi specifici: l'epidermide è l'epitelio che riveste la superficie esterna del corpo; l'endotelio è l'epitelio che riveste la superficie interna dei vasi sanguigni e dei vasi linfatici; il mesotelio è l'epitelio che riveste la cavità pericardica, pleurica, quella peritoneale e la superficie degli organi contenuti in essa (stomaco, intestino, cuore, polmoni, ecc.). il mesotelio stesso si suddivide in mesotelio viscerale (riveste gli organi interni) e mesotelio parietale (riveste le superfici interne del corpo).

In ogni sede anatomica l'epitelio poggia sul tessuto connettivo, l'insieme dell'epitelio con il suo stato di tessuto connettivo sottostante assumono nomi differenti: cute (o pelle) è il nome usato per indicare l'epidermide unita al proprio connettivo; il termine mucosa viene utilizzato per indicare l'epitelio che riveste le cavità interne del corpo che comunicano con l'esterno come la mucosa gastrica e la mucosa intestinale; sierosa è il termine per indicare il mesotelio con in relativo tessuto connettivo sottostante.

## Caratteristiche citologiche delle cellule epiteliali
Le cellule epiteliali sono poste a stretto contatto le une alle altre e hanno pochissima (o nulla) matrice extracellulare interposta, questo per via delle funzioni che devono svolgere. Nelle cellule epiteliali sono distinguibili delle zone o superfici:
- una superficie apicale (o libera) rivolta verso l'esterno del corpo (in caso di epiteli che rivestono la superficie esterna del corpo), o verso l'interno del corpo (per quanto riguarda epiteli che rivestono le superfici interne);
- una superficie basale rivolta verso l'interno, poggia sulla membrana basale che divide tra loro epitelio di rivestimento e tessuto connettivo sottostante;

- una superficie laterale che si trova a stretto contatto con le cellule adiacenti.

Per quanto riguarda le caratteristiche istologiche ultrastrutturali di queste cellule possiamo dire che hanno un abbondante citoscheletro e ogni superficie presenta le proprie specializzazioni.
Il citoscheletro di queste cellule è importante perché deve resistere a forti stress meccanici per proteggere la struttura che riveste. Il citoscheletro delle cellule epiteliali di rivestimento presenta microtubuli di tubulina, microfilamenti di actina ed è particolarmente ricco di filamenti intermedi formati da proteine fibrose appartenenti alla famiglia delle cheratine, questi svolgono una funzione prevalentemente strutturale, conferiscono sostegno meccanico alle cellule epiteliali mantenendo solida la forma della cellula e la posizione degli organuli al suo interno.
Come detto in precedenza ogni superficie della cellula presenta le proprie specializzazioni:
SPECIALIZZAZIONI DELLA SUPERFICIE APICALE:
- microvilli, sono delle estroflessioni della membrana che servono alla cellula per aumentare la propria superficie libera, in modo da avere una maggiore superficie di riassorbimento. Generalmente hanno un calibro di 0,1 micrometri e una altezza di 1 micrometro. Il microvillo è formato internamente da un asse centrale formato da microfilamenti citoscheletrici di actina, i quali sono tenuti insieme da molecole di villina e fimbrina. I microvilli possono variare in numero e dimensioni in base alle funzioni che svolge il determinato tipo cellulare che li presenta sulla sua superficie. L'insieme di tutti i microvilli forma l'orletto striato (o "a spazzola") al di sopra della superficie libera delle cellule. Quando i microvilli sono particolarmente lunghi e sottili si definiscono stereociglia.
- ciglia vibratili, sono specializzazioni apicali delle cellule di alcuni epiteli come trachea, bronchi e ovidutti; queste specializzazioni consentono il trasporto e lo scorrimento di liquidi e muco in queste zone. Hanno dimensioni molto maggiori rispetto ai microvilli (il loro calibro misura 0,2 micrometri e la loro lunghezza è di 10 micrometri). La struttura dell'asse centrale del ciglio vibratile è costituita da 9 coppie di microtubuli periferici e da una coppia di microtubuli centrali, le coppie di microtubuli periferici sono unite alla coppia centrale attraverso ponti di nexina. l'insieme di questi microtubuli che formano l'asse centrale prendono il nome di assonema il quale si inerisce in un corpo basale (o blefaroblasto) formato a sua volta da 9 triplette di microtubuli, presente nel citoplasma. Il ripiegamento dell'assonema conferisce il movimento alle ciglia che si muovono in maniera coordinata generando un movimento di tipo ondulatorio (movimento a frusta) che fa spostare il liquido o muco nella direzione voluta, infatti le ciglia vibratili sono specializzazioni apicali di membrana che godono di movimento autonomo, a differenza dei microvilli che si muovono passivamente.
- ciglio primario, è una specializzazione apicale del plasmalemma, il suo asse centrale è formato da 9 doppiette di microtubuli laterali e nessun microtubulo centrale, anche questo presenta il corpo basale. Il ciglio primario è un meccano recettore, riceve stimoli dall'esterno e li trasmette alla cellula. Il ciglio primario può agire da sensore di segnali esterni e far muovere la cellula di conseguenza attraverso un suo movimento elicoidale.

SPECIALIZZAZIONI DELLA SUPERFICIE BASALE:
- membrana basale, non è una vera e propria membrana, ma si tratta di un sottile stato acellulare ricco di proteine e polisaccaridi che separa il tessuto epiteliale dal tessuto connettivo sottostante. La membrana basale non fa parte delle cellule epiteliali ma è secreta prevalentemente da queste.
- infoldings, sono invaginazioni della membrana cellulare che hanno lo scopo di aumentare la superficie del plasmalemma. Si ritrovano a livello della superficie basale e su questi sono presenti numerosi mitocondri. L'insieme di tutti gli infoldings viene definita struttura bacillare. Sono presenti a livello delle ghiandole salivari dove hanno il compito di trasformare la pre-saliva in saliva.

SPECIALIZZAZIONI DELLE SUPERFICI LATERALI (GIUNZIONI CELLULARI):
- giunzioni occludenti (o tight junctions) sono giunzioni strette tra cellule adiacenti che si uniscono con le loro porzioni laterali e andando a creare uno strato impermeabile di cellule che non fa passare nemmeno l'acqua. Nel punto di contatto tra le membrane delle cellule adiacenti, lo spazio cellulare è praticamente assente; questo è chiamato punto di fusione. Nel punto di fusione ci sono specifiche proteine di fusione (occludine, claudine, ecc.) che uniscono le membrane delle cellule creando uno strato impermeabile a qualsiasi sostanza. Le giunzioni occludenti possono estendersi lungo l'intera regione laterale della cellula avvolgendola come una cintura, andando a formare la "zonula occludens". Acqua e soluti non possono passare attraverso queste giunzioni perciò il passaggio di tali sostanze deve per forza avvenire secondo un meccanismo di trasporto attivo.
- giunzioni aderenti e ancoranti, sono giunzioni formate da complessi proteici che collegano tra loro cellule adiacenti. In pratica queste sono formate da proteine transmembrana di cellule immediatamente vicine che con la loro porzione extracellulare prendono rapporto con la cellula vicina e con la porzione intracellulare prendono rapporto con proteine di ancoraggio che le associano alle proteine del citoscheletro. Le principali proteine di ancoraggio sono le caderine che richiedono la presenza di ioni calcio per legarsi tra loro. Anche le giunzioni aderenti possono estendersi tutt'intorno alla cellula avvolgendola come una cintura a formare una regione chiamata "zonula adherens". Differentemente, le giunzioni ancoranti hanno spesso una forma rotondeggiante, da cui il nome di "macula adherens" o "desmosoma". Lo spazio tra due cellule unite da giunzione aderente è di 25 nanometri.
- giunzioni comunicanti (o gap junctions), sono giunzioni attraverso le quali le membrane di due cellule adiacenti possono comunicare. Questo grazie alla presenza di proteine canale che formano canali proteici (detti connessoni), attraverso i quali si verifica il passaggio di molecole e ioni tra cellule vicine. I connessoni sono canali proteici formati dall'unione di 6 connessine. Questo tipo di giunzioni lo ritroviamo anche in cellule non epiteliali come tra le cellule muscolari lisce e cardiache, tra le cellule nervose, tra i prolungamenti degli osteociti, tra le cellule del Sertoli nei tubuli seminiferi e tra le cellule follicolari e l'ovocito. Lo spazio tra due cellule unite da giunzioni comunicanti è di 2 nanometri

## Polarità delle cellule epiteliali
La superficie apicale e quella basale della cellula presentano delle differenze come abbiamo visto, ma le differenze tra queste superfici non si limitano ad essere solo di tipo strutturale, bensì si differenziano anche dal punto di vista funzionale. La differenza morfo-funzionale tra i due versanti delle cellule epiteliali è detta polarità. Le giunzioni cellulari, che si stabiliscono tra le zone di contatto laterali tra le cellule, svolgono una importante funzione nel mantenimento della polarità.

## Classificazione degli epiteli di rivestimento
Gli epiteli di rivestimento possono essere distinti in base ad un numero di cellule che li compongono in:
- epitelio semplice o monostratificato, costituito da un solo strato di cellule che poggiano tutte sulla membrana basale;
- epitelio composto o pluristratificato, costituito da più strati di cellule, di cui solo lo strato più interno poggia sulla membrana basale;

Gli epiteli di rivestimento possono essere distinti anche in base alla forma delle cellule che li compongono in:
- epitelio pavimentoso o squamoso, costituito da cellule appiattite in cui la larghezza e la lunghezza sono maggiori rispetto allo spessore;
- epitelio cubico o isoprismatico , costituito da cellule cubiche in cui larghezza, lunghezza e spessore si equivalgono;
- epitelio cilindrico o colonnare o batiprismatico, costituito da cellule di forma cilindrica in cui la l'altezza prevale sulla larghezza e sullo spessore.

Incrociando questi due criteri (numero di strati e forma delle cellule che li compongono), otteniamo la seguente classificazione:
- epitelio pavimentoso semplice o monostratificato;
- epitelio cubico semplice o monostratificato;
- epitelio cilindrico semplice o monostratificato;
- epitelio pavimentoso composto o pluristratificato;
- epitelio cubico composto o pluristratificato;
- epitelio cilindrico composto o pluristratificato.

Esistono due tipi di epiteli di rivestimento che sfuggono a questa classificazione, questi vengono definiti:
1. epitelio pseudostratificato, costituito da un solo strato di cellule le quali prendono tutte contatto con la membrana basale e che hanno i nuclei disposti a varie altezze in modo da simulare più strati cellulari;
2. epitelio di transizione, il numero degli strati cellulari e la forma delle cellule si modificano con lo stato funzionale (distensione o contrazione) dell'organo (es: vescica).

## Funzioni dell'epitelio di rivestimento
L'epitelio di rivestimento svolge le seguenti funzioni:
- riveste la superficie esterna e le cavità interne del corpo;
- protegge i tessuti sottostanti da danni meccanici, fisici, chimici e dalla invasione microbica;
- riduce le perdite d'acqua;
- mette l'organismo in rapporto con l'ambiente circostante permettendo scambi metabolici (secrezione, escrezione, assorbimento), scambi gassosi e la ricezione degli stimoli.

Funzioni di assorbimento e secrezioni sono in genere svolte da epiteli semplici o pseudostratificati, l'altezza delle cellule che li formano è proporzionale all'intensità dell'attività svolta. Gli epiteli pavimentosi semplici svolgono in genere funzioni di trasporto attraverso l'epitelio di gas respiratori (ossigeno e anidride carbonica), ioni, piccole molecole, ecc. Il maggiore numero di strati cellulari è correlato a una necessità maggiore di creare una barriera contro stress meccanici, fisici, chimici o disidratazione, difatti in alcuni epiteli pluristratificati gli strati più esterni possono essere cheratinizzati per svolgere al meglio la loro funzione protettiva.